# 더팀스
더팀스 (THE TEAMS)는 2016년에 시작된 채용서비스다.